# 香草站
香草站（日语：／ Kagusa eki */?）是位於廣島縣山縣郡加計町（現時：安藝太田町）加計，西日本旅客鐵道（JR西日本）可部線的鐵路車站（廢站）。

## 歷史
- 1966年（昭和41年）2月1日：日本國有鐵道開設此站（客運車站）[1]。當時已經為無人車站[2]。
  - 當時車站地址為廣島縣山縣郡加計町加計，在廢除前都沒有改變。
- 1987年（昭和62年）4月1日：伴隨國鐵分割民營化，車站由西日本旅客鐵道（JR西日本）營運[1]。
- 2003年（平成15年）12月1日：車站廢除。

### 站名的由來
車站名稱取自附近的小字。

## 車站構造
此站是地面車站，設有1面1線的單式月台。此站為一座無人車站，沒有站舍。在路軌東邊設有月台，月台上設有候車室。月台北端設有車站出入口，連接加計町道。

## 車站周邊
車站東邊設有國道433號（國道191號舊道）。車站西邊設有太田川。
- 國土交通省太田川河川事務所加計出張所
- 廣電巴士（日语：広電バス）「香草」巴士站 - 在國道433號上

從車站北邊的加計町道向西前進，將會途經跨越太田川的彌生橋，連接對面岸的國道191號（加計繞道）。

## 現狀
候車室和月台已經撤走，變成空地。在車站遺址設有展示介紹此站。

## 相鄰車站
西日本旅客鐵道（JR西日本）
可部線
津浪－香草－加計

## 注腳
1. 1 2 3  石野哲（編）.  初版. JTB. 1998-10-01: 282. ISBN 978-4-533-02980-6 （日语）.
2. ↑  . 鐵道公報 (日本國有鐵道總裁室文書課). 1966-01-25: 4 （日语）.

## 相關項目
- 日本鐵路車站列表 Ka

## 外部連結
- 香草站，存于 - JR西日本